# Hitman: Codename 47
Hitman: Codename 47 – komputerowa skradanka trzecioosobowa, stworzona przez duńską firmę IO Interactive. Została wydana przez Eidos Interactive 19 listopada 2000 roku wyłącznie na platformę Microsoft Windows. W Polsce gra trafiła do sprzedaży 13 grudnia 2000 roku, a jej dystrybutorem była firma Cenega. Jest pierwszą częścią serii gier komputerowych Hitman.
Do kwietnia 2009 roku gra sprzedała się w nakładzie ponad 0,5 miliona egzemplarzy na całym świecie.

## Fabuła
Lata 90. XX wieku. Łysy mężczyzna z wytatuowanym na potylicy kodem kreskowym budzi się bez świadomości w tajemniczym ośrodku. Następnie kierowany przez rozbrzmiewający w tle głos przebiera się w garnitur i przechodzi szkolenie podzielone na dwa etapy: testy sprawnościowe, w których ma za zadanie pokonać różne przeszkody w specjalnie przygotowanych pomieszczeniach oraz ćwiczenia z posługiwania się różnymi rodzajami broni m.in. na strzelnicy. Po skończeniu szkolenia Hitman dostaje się do położonej na wyższym piętrze części ośrodka i po zabiciu atakującego go strażnika wydostaje się z placówki, co obserwuje za pomocą kamer monitoringu tajemniczy starszy człowiek, który wcześniej wydawał mu „rozbrzmiewającym w tle głosem” różne polecenia związane ze szkoleniem.
Następnie gracz poznaje Hitmana jako płatnego zabójcę związanego z organizacją o nazwie International Contracts Agency (ICA), w której jego kontrolerem jest Diana Burnwood. Burnwood zleca mu pierwszą misję – zabójstwo Lee Honga, szefa jednej z hongkońskich triad o nazwie Red Dragon. Hitman udaje się więc do Hongkongu i początkowo wykonuje działania mające na celu doprowadzenie go do Lee Honga: zabija negocjatora triady Red Dragon podczas spotkania z przedstawicielami triady Blue Lotus w parku Chiu Dai, eliminuje emisariusza Blue Lotus po pojednawczym spotkaniu z ludźmi z Red Dragon w restauracji Wang Fou i dokonuje masakry uczestników odbywającego się w rybnej restauracji Cheung Chau spotkania ostatniej szansy, mającego zapobiec definitywnej wojnie hongkońskich triad, zorganizowanego przez skorumpowanego szefa lokalnej policji. Po wykonaniu tych działań Hitman przychodzi do prowadzonej przez Lee Honga restauracji Wang Fou, w której początkowo uwalnia więzionego w jej podziemiach agenta ICA, przyłapanego wcześniej przez strażników Honga na próbie otwarcia jego sejfu i dowiaduje się od niego, że jedna z prostytutek z miejscowego domu publicznego posiada szyfr do sejfu. Hitman spotyka się więc z prostytutką i w zamian za pomoc w ucieczce z domu publicznego dostaje od niej szyfr, po czym niedługo później za jego pomocą otwiera sejf z tajemniczą, mającą duże znaczenie dla Lee Honga figurką z nefrytu, którą dostarcza sprzedawcy z miejscowego sklepu zielarskiego. Ten rewanżuje mu się informacjami o możliwych sposobach zabicia Lee Honga i butelką trucizny. Gdy plan z podstępnym otruciem Honga w restauracji nie wypala, Hitman dostaje się do pilnie strzeżonej kwatery szefa Red Dragon i zabija go, a następnie opuszcza kompleks za pomocą łodzi motorowej.
Kolejnym zadaniem, jakie Hitman otrzymuje od agencji jest wyeliminowanie kolumbijskiego barona narkotykowego Pabla Belisaria Ochoy. Po dotarciu do kolumbijskiej dżungli zabójca musi znaleźć miejsce katastrofy samolotu, którym lecieli dwaj członkowie kartelu Ochoy i którzy oprócz narkotyków przewozili także złoty posążek, skradziony miejscowemu plemieniu U’wa – oddanie znalezionego posążka jego prawowitym właścicielom było równoznaczne z pozyskaniem informacji o lokalizacji obozu kartelu Ochoy. Hitman odnajduje więc rozbity samolot, zabiera leżący tam posążek i zanosi go do wioski plemienia U’wa. Na miejscu przekazuje go wodzowi plemienia, który jednak udzielenie informacji o drodze do siedziby Pabla Belisaria Ochoy uzależnia od uwolnienia jego brata, porwanego przez żołnierzy Ochoy. Zabójca udaje się więc do miejsca przetrzymywania brata wodza U’wa i odbija go z rąk pilnujących go żołnierzy, a następnie wraca z nim do wioski. Wdzięczny wódz mówi Hitmanowi, że droga do bazy kartelu wiedzie przez podziemny tunel, którego wejścia pilnuje tajemniczy Bóg Śmierci, czczony przez członków U’wa. Zabójca wkrótce dostaje się do tego miejsca i przekonuje się, że ów Bóg Śmierci jest tak naprawdę agresywnym jaguarem. Po zabiciu go Hitman wchodzi do tunelu i ostatecznie dociera do ukrytego w sercu dżungli obozu kartelu dowodzonego przez Pabla Belisaria Ochoę. Po wejściu na teren obozu Hitman wchodzi do willi, w której znajduje się Ochoa wraz ze swoją liczną obstawą. Po zabiciu wielu żołnierzy z obstawy zabójca dociera do pomieszczenia, w którym zastaje uzbrojonego w karabin maszynowy Ochoę. Po krótkiej walce Hitman ostatecznie uśmierca barona narkotykowego i idzie wykonać zadanie poboczne – wysadzić za pomocą znalezionej w pokoju Ochoy bomby podziemne laboratorium zajmujące się produkcją narkotyków. Po wykonaniu zadania Hitman odlatuje z obozu samolotem stojącym na miejscowym lotnisku.
Wkrótce agencja zleca zabójcy misję zamordowania austriackiego terrorysty Frantza Fuchsa, który planuje zdetonowanie bomby podczas odbywającej się w Hotelu Gallàrd w Budapeszcie międzynarodowej konferencji pokojowej, oraz przejęcia i zabezpieczenia tej bomby. Na kilka dni przed konferencją Hitman udaje się do hotelu, w którym już znajduje się Fuchs i od recepcjonisty dowiaduje się o pokoju, w którym zatrzymał się terrorysta (sam miał w hotelu zarezerwowany pokój na nazwisko Tobias Rieper). Zabójca podstępem dostaje się do pokoju Fuchsa i zabija jego oraz jego obstawę, po czym zabierając znajdującą się na miejscu walizkę na bombę idzie do położonego w hotelu gabinetu dentystycznego, w którym leczył się Fuchs, gdzie po wyeliminowaniu pilnujących tego miejsca ochroniarzy zabiera znajdującą się w pomieszczeniu rentgenowskim bombę i ucieka z nią przez wyjście w kuchni hotelowej restauracji.
Czwartym zadaniem otrzymanym przez Hitmana od agencji jest zabicie urodzonego w Kazachstanie międzynarodowego handlarza bronią Arkadija „Borysa” Jegorowa, który ukrywa się na statku w porcie w Rotterdamie. Jednocześnie agencja dzieli się z zabójcą spostrzeżeniem, że zarówno Jegorow, jak i trzej poprzednio zabici przez Hitmana przestępcy służyli kiedyś w Legii Cudzoziemskiej i że Jegorow zaopatrywał całą tę trójkę w broń. Po dotarciu do portu Hitman musi zainstalować w samochodzie lokalnego gangu nadajnik GPS, dzięki któremu będzie mógł ustalić miejsce, w którym Iwan Zilwanowicz, współpracownik Jegorowa, umówił się z członkami gangu na sfinalizowanie transakcji sprzedaży broni. Po zamontowaniu nadajnika w samochodzie zaparkowanym przed stanowiącym bazę gangu klubem ze striptizem zabójca poznaje miejsce transakcji, po czym dociera tam i rozprawia się ze spotkanymi tam gangsterami. Następnie umieszcza zdemontowany wcześniej z auta nadajnik GPS w walizce z pieniędzmi i udając członka gangu wręcza ją Iwanowi, który pojawia się kilka minut później. Po krótkiej rozmowie Zilwanowicz odjeżdża, a dzięki nadajnikowi w walizce zabójca poznaje lokalizację statku, na którym przebywa jego główny cel – Arkadij Jegorow. Po dotarciu na statek Hitman zabija Borysa, jednak ten przed śmiercią zdążył jeszcze uzbroić znajdującą się na statku bombę atomową. Żeby zapobiec zagładzie Hitman musi rozbroić bombę w ciągu trzech minut. W końcu zabójca odnajduje i rozbraja bombę, a następnie zabezpiecza statek wypływając nim na wody międzynarodowe.
Po misji z zabiciem Jegorowa agencja oznajmia Hitmanowi, że za wszystkimi poprzednimi zleceniami stoi ta sama osoba i obecnie złożyła ona nowe zlecenie, do którego zrealizowania koniecznie życzy sobie właśnie Hitmana. Chodzi o zabicie doktora Odona Kovacsa, pracującego szpitalu psychiatrycznym w Rumunii. Po wejściu do budynku szpitala zabójca oznajmia portierowi, że był umówiony z doktorem Kovacsem, po czym otrzymuje od niego informację o gabinecie, w którym urzęduje Kovacs. Jednak gdy Hitman idzie w stronę gabinetu, portier wykonuje telefon do tajemniczego profesora Ort-Mayera informując go o przybyciu do placówki Tobiasa Riepera (Hitman, podobnie jak wcześniej w recepcji hotelu, tym nazwiskiem przedstawił się w rozmowie z portierem). W zamian usłyszał nakaz zamknięcia placówki oraz zapewnienie, że w stronę placówki już zmierza policyjny oddział specjalny z zadaniem unieszkodliwienia Hitmana. Tymczasem zabójca dociera do gabinetu doktora Kovacsa i rozpoznaje w nim tego z igłą. Kovacs wyjaśnia mu, że był tylko w niewielkim stopniu zaangażowany w eksperyment, którego kierownikiem był profesor Ort-Meyer jednak nie może go to uchronić przed śmiercią. Po dokonaniu zabójstwa Hitman przyjmuje wizerunek zabitego lekarza, dzięki czemu przemieszczając się po szpitalu jest nierozpoznawalny dla krążących po placówce funkcjonariuszy oddziałów specjalnych, poszukujących mężczyzny w czarnym garniturze. W końcu dociera do sali telewizyjnej, gdzie znajduje na wpół żywego agenta CIA. Ten mówi mu, że znajduje się w takim stanie za sprawą przeprowadzanych na nim eksperymentów i że pomóc mu może wyłącznie antidotum, znajdujące się w pomieszczeniu nieopodal. Hitman szybko pozyskuje antidotum i podaje je agentowi. Ten w następstwie poprawy stanu zdrowia wyjaśnia Hitmanowi, że jeśli chce poznać odpowiedzi na wszelkie pytania powinien udać się do piwnicy szpitala. Gdy Hitman dociera na miejsce, okazuje się, że jest to tajne laboratorium. Następnie słyszy w tle długą i złowieszczą przemowę profesora Ort-Meyera, z której wynika, że został stworzony w ramach kierowanego przez niego projektu naukowego opartego na eksperymentach z DNA, którego celem było stworzenie i sklonowanie doskonałego zabójcy oraz że on i jego „bracia” dostali „idealne geny”, a ponadto że profesor ma nowego sklonowanego zabójcę o numerze 48, który jest lojalny i godzien zaufania, a Hitman, jako że wykazał się niesubordynacją, musi ponieść konsekwencje. Jeszcze w trakcie przemowy ze specjalnego stanowiska uwolnione zostają pierwsze klony, które ruszają w stronę Hitmana z zamiarem zabicia go. Ostatecznie zabójca pokonuje wszystkie dziesięć uwolnionych klonów po czym dostaje się do pomieszczenia, w którym przebywa profesor. Gdy ten rusza w jego stronę, Hitman strzela do niego, a następnie klęka przy jeszcze żywym profesorze i po wysłuchaniu jego ostatnich słów uśmierca go skręcając mu kark.

## Rozgrywka
Hitman: Codename 47 jest połączeniem gry akcji i skradanki, mającym widok w perspektywie trzeciej osoby. Fabularnie obraca się wokół Agenta 47, genetycznie ulepszonego ludzkiego klona, który musi dokonać serii trudnych do wykonania zabójstw.
Podczas dokonywania zleconych morderstw kontrolowany przez gracza Agent 47 może kupować i korzystać z szerokiego zakresu broni palnej, od pistoletów samopowtarzalnych po karabiny automatyczne. Do dyspozycji ma również broń białą, taką jak struna fortepianowa czy nóż Oyabun. Uzbrojenie różni się w zależności od rozgrywanego zadania (misji), np. przy Plutonium Runs Loose gracz może kupić karabin Minigun, podczas gdy przy The Lee Hong Assassination ma do wyboru tylko pistolety ręczne i pistolety maszynowe, chociaż różne bronie wyższego kalibru takie jak np. karabin wyborowy Blaser Jagdwaffen R93 Sniper można zwykle znaleźć w miejscach rozgrywania misji.
Podstawowymi ruchami Agenta 47 są skręcanie, strzelanie i chodzenie/bieganie. Oprócz tego potrafi on także wspinać się po drabinie, przeskakiwać między dwoma sąsiadującymi balkonami lub platformami i przeciągać zwłoki zabitych przeciwników celem ich ukrycia, ponadto, dzięki swojej kombinacji genetycznej, może przebrać się za ogólnie każdego Europejczyka lub osobę europejskiego pochodzenia.
Akcja każdego poziomu w grze toczy się w otwartym środowisku, wypełnionym postaciami niegrywalnymi takimi jak cywile, uzbrojeni strażnicy i osoby-cele. Chociaż kryteria misji mogą się różnić, głównym założeniem każdej z nich jest znalezienie wyznaczonej osoby-celu Agenta 47 i zabicie jej wszelkimi możliwymi sposobami. Podczas misji często zdarza się tak, że oprócz zabójstwa trzeba także podłożyć gdzieś bombę lub coś zdobyć. Przebieg misji może początkowo wydawać się liniowy, jednak można na różne sposoby dotrzeć do osoby-celu i ukończyć misję bez wywoływania brutalnych działań odwetowych ze strony wrogów. Niektóre misje wymagają umiejętności skradania się i myślenia, w innych natomiast trzeba wykazać się bystrością i zręcznością.
Przed każdym zadaniem gracz otrzymuje odprawę składającą się z informacji wywiadowczych na temat osoby-celu, mapy wyszczególniającej obszar, na którym Agent 47 może napotkać osobę-cel i listy broni, którą może kupić. Odprawą zarządza kontroler w agencji, a każdemu pracującemu dla niej agentowi przydzielany jest własny kontroler (kontrolerem Agenta 47 jest Diana Burnwood). Informacje wywiadowcze zwykle zawierają fotografię osoby-celu i poświęcony jej krótki materiał filmowy, a także dane takie jak wiek, wzrost, waga i krótki opis życiorysu.
Mechanika rozgrywki w dużej mierze opiera się na systemie przebrań. Z wyjątkiem misji treningowej i misji w Kolumbii, kontrolowany przez gracza Agent 47 każdą misję rozpoczyna ubrany w typowy dla siebie czarny garnitur, co ogranicza mu dostęp do niepublicznych obszarów, takich jak np. podziemia restauracji Lee Honga czy statek Arkadija Jegorowa, ale, co najważniejsze, prawie zawsze uniemożliwia dotarcie do osoby-celu. Agent 47 ma jednak możliwość przebrania się w ubrania zdjęte z ciał różnych postaci, które wcześniej zabił, co pozwala mu przejść niezauważonym obok ochroniarzy, a często także nosić broń na wierzchu. Po przebraniu się w nowe ubranie to dotychczasowe jest składane i pozostawiane na ziemi; jest widoczne dla gracza, ale nie dla innych postaci w grze i może być ponownie założone później. Ciało ofiary można przeciągnąć w ustronne miejsce, w celu uniemożliwienia innym osobom zobaczenia go i wywołania w związku z tym alarmu. Przebranie głównego bohatera zostanie natychmiast zdemaskowane gdy ciało, z którego zostało zabrane, zostanie odkryte lub gdy Agent 47 wykona pod przebraniem jakąś czynność, która może zostać uznana za „podejrzaną”.
Agent 47 wytwarza dźwięk podczas chodzenia i biegania, który w razie popełnienia nielegalnego działania zaalarmuje wszystkie wrogie postacie w bliskim sąsiedztwie. Z tego względu poruszanie się głównym bohaterem jest oparte przede wszystkim na skradaniu się, podczas którego Agent 47 przemieszcza się powoli i w pochylonej pozycji, a przy tym także cicho. Skradanie się pozwala agentowi m.in. na wyjęcie broni z ekwipunku bez ryzyka, że związany z tym dźwięk może zostać przez kogoś usłyszany; jeśli agent porusza się normalnym chodem i gracz wtedy wyciągnie broń, to zaalarmuje pobliskie postacie.
Chociaż Hitman: Codename 47 jest skradanką, gra pozwala graczowi angażować się w akcję według własnego uznania, co podkreśla powtarzający się element tzw. sandboxu. W grze istnieją jednak ograniczenia w zależności od działań gracza.
W grze obecne są zachęty w postaci nagród finansowych i kar. Na przykład jeśli gracz zabije cywilów, możliwe jest potrącenie z wypłaty 2000 dolarów za „sprzątanie” skutków tego zabójstwa. Potrącenie to rośnie w zależności od liczby niezwiązanych z osobą-celem śmiertelnych ofiar gracza. Jako że pieniądze są wykorzystywane do zakupu broni i amunicji podczas przebiegu gry, gracz jest zmuszony do korzystania z mechanizmów skradania i przebierania się w celu znalezienia najbardziej opłacalnej metody wyeliminowania osoby-celu.

## Dubbing
Za podłożenie głosu Agenta 47 w Hitman: Codename 47, podobnie jak i we wszystkich kolejnych częściach serii Hitman odpowiedzialny jest południowoafrykański aktor David Bateson.

## Ścieżka dźwiękowa
Muzykę na ścieżkę dźwiękową z gry skomponował Jesper Kyd. 3 maja 2005 roku ścieżka dźwiękowa z Hitman: Codename 47 została wydana w Stanach Zjednoczonych na jednym albumie wraz ze ścieżką dźwiękową z kontynuacji, zatytułowanej Hitman 2: Silent Assassin. Obecna na tym albumie ścieżka dźwiękowa z Codename 47 składa się z następujących utworów:
| Nr  | Tytuł utworu                                 | Długość |
| --- | -------------------------------------------- | ------- |
| 1.  | „Intro” (Projektant dźwięku – Jun Mizumachi) | 0:51    |
| 2.  | „Main Title (Extended Version)”              | 6:52    |
| 3.  | „Hong Kong Themes”                           | 7:34    |
| 4.  | „Jungle Exploration”                         | 3:20    |
| 5.  | „Dark Jungle”                                | 2:26    |
| 6.  | „Hotel Themes”                               | 8:23    |
| 7.  | „Harbor Themes”                              | 6:45    |
| 8.  | „Hospital Themes”                            | 11:33   |
| 9.  | „Hotel Music (Early Demo)”                   | 3:24    |
| 10. | „Rainforest (Early Demo)”                    | 8:08    |
| 11. | „Atmosphere Demo”                            | 1:18    |
| 12. | „Main Title (Original Slow Version)”         | 6:51    |
|     |                                              | 1:07:25 |

## Polskie wydanie
6 marca 2007 roku gra Hitman: Codename 47 została wydana przez firmę Cenega w stanowiącym część serii wydawniczej Kolekcja Klasyki zbiorczym wydaniu Hitman: Trylogia wraz z dwiema kolejnymi częściami serii: Hitman 2: Silent Assassin i Hitman: Kontrakty. Było to pierwsze, najbardziej dopracowane polskie wydanie tych gier, w którym każda z gier miała polską wersję językową (napisy), a ponadto do każdej z nich dołączony został poradnik w formacie PDF.

## Odbiór
Gra Hitman: Codename 47 spotkała się z pozytywnym odbiorem, uzyskując według agregatora Metacritic średnią ocen wynoszącą 73/100 punktów na podstawie 32 recenzji.
Współpracujący z serwisem internetowym Gry-Online recenzent o pseudonimie mass(a wystawił grze ocenę 7/10 określając ją jako „kolejną w 2000 roku grę, która przełamała bariery jednego, ściśle określonego gatunku, tworząc nową jakość w historii rozrywki komputerowej” i która „na pierwszy rzut oka jest grą akcji typu TPP, jednak po kilku chwilach obcowania z nią można zauważyć kilka gatunków zręcznie połączonych w coś bardzo oryginalnego i nowatorskiego”. Pochwalił on grę za grafikę i animacje postaci, zaś jako największe jej wady wskazał nierealną możliwość schowania pod ubranie kilkudziesięciu sztuk broni palnej na raz i krótki czas trwania gry. Z kolei oceniający grę na 5,2/10 Scott Osborne z serwisu GameSpot docenił ją za grafikę charakteryzującą się szczegółowością obiektów i intensywną kolorystyką, ciekawie pomyślaną architekturę poziomów, animacje, dzięki którym różne niegrywalne postacie są w stanie odwracać głowy i przyglądać się graczowi „w sposób niemalże przerażający”, „mroczną i posępną”, a przez to dobrze dopasowaną do klimatu gry ambientową ścieżkę dźwiękową oraz realistyczne dźwięki otoczenia, jednak wytknął grze niejasności fabularne misji, niezgrabne ustawienie kamery, niewygodne sterowanie i, w największym stopniu, brak możliwości zapisu stanu gry w trakcie misji, co określił jako coś co „nie dodaje napięcia – dodaje skrajnej frustracji”.
Gra otrzymała także od organizacji Entertainment and Leisure Software Publishers Association (ELSPA) „srebrną” nagrodę sprzedaży, przyznawaną za sprzedaż co najmniej 100 tysięcy egzemplarzy na terenie Wielkiej Brytanii.